# 伯里格倫 (加利福尼亞州)
伯里格倫（英語：Berry Glenn）是位於美國加利福尼亞州洪堡縣的一個非建制地區。該地的面積和人口皆未知。

## 地理
伯里格倫的座標為41°19′02″N 124°02′28″W / 41.31722°N 124.04111°W，而該地的平均海拔高度為16米（即52英尺）。